# Walerij Trietjakow
Walerij Stiepanowicz Trietjakow, ros. Валерий Степанович Третьяков (ur. 24 grudnia 1941 w Syzraniu) – radziecki i rosyjski dowódca wojskowy, generał pułkownik, dowódca Zabajkalskiego Okręgu Wojskowego Sił Zbrojnych Federacji Rosyjskiej.